# ヴァンキッシュ (映画)
『ヴァンキッシュ』（原題：Vanquish、以前のタイトルは『The Longest Night』）は、ジョージ・ギャロが監督し、ルビー・ローズとモーガン・フリーマンが主演したアメリカのアクション犯罪スリラー映画。フリーマンは引退した警察官を演じ、ローズは凄腕の運び屋を演じた。

## キャスト
※括弧内は日本語吹替。
- ビクトリア - ルビー・ローズ（弘松芹香）
- デイモン - モーガン・フリーマン（廣田行生）
- 刑事 - クリス・マリナックス（佐々木祐介）
- ニック・ヴァレロンガ
- マイルズ・ドリアック
- パトリック・マルドゥーン
- ジュジュ・ジャーニー・ブレナー
- ジュリー・ロット
- エカテリーナ・ベイカー[3]

## 製作
主要撮影は、2020年9月にミシシッピ州ビロクシで行われた。2021年1月に撮影は終了した。

## 公開
本作は、2021年4月23日にオンデマンドとデジタルで公開され、2021年4月27日にDVDとBlu-rayでリリースされる。